# Vaux-Rouillac
Vaux-Rouillac település Franciaországban, Charente megyében. Lakosainak száma 295 fő (2022. január 1.). Vaux-Rouillac Échallat, Fleurac, Foussignac, Saint-Cybardeaux, Sigogne és Rouillac községekkel határos.

## Népesség
A település népessége az elmúlt években az alábbi módon változott:
| Lakosok száma | 342  | 330  | 321  | 298  | 300  | 299  | 297  | 297  | 298  | 295  |
|               | 1968 | 1982 | 1990 | 2006 | 2013 | 2015 | 2017 | 2019 | 2020 | 2022 |